# Puig Agall
El Puig Agall és una muntanya de 144 metres que es troba al municipi de Campmany, a la comarca catalana de l'Alt Empordà.